# Северное Узкое
Северное Узкое — пресноводное озеро на территории Повенецкого городского поселения Медвежьегорского района Республики Карелии.

## Общие сведения
Площадь озера — 1,5 км². Располагается на высоте 103 метров над уровнем моря.
Форма озера продолговатая: оно более чем на пять километров вытянуто с северо-северо-запада на юго-юго-восток. Берега каменисто-песчаные, местами заболоченные.
В юго-юго-восточной оконечности Северное Узкое соединяется с Южным Узким озером, которое, в свою очередь, соединяется с Волозером. Через последнее проходит Беломорско-Балтийский канал, выходящий в Онежское озеро.
В северо-северо-западную оконечность Северного Узкого впадает река Сона, несущая воды Нижнего- и Верхнего Сунозера
В озере расположены два небольших безымянных острова.
К северу от озера проходит дорога местного значения 86К-149 («Повенец — шлюзы N 7, 8, 9»).
Населённые пункты вблизи водоёма отсутствуют.
Код объекта в государственном водном реестре — 01040100611102000018893.